# Coelia triptera
Coelia triptera es una especie de orquídea epifita o litofita, originaria de México.

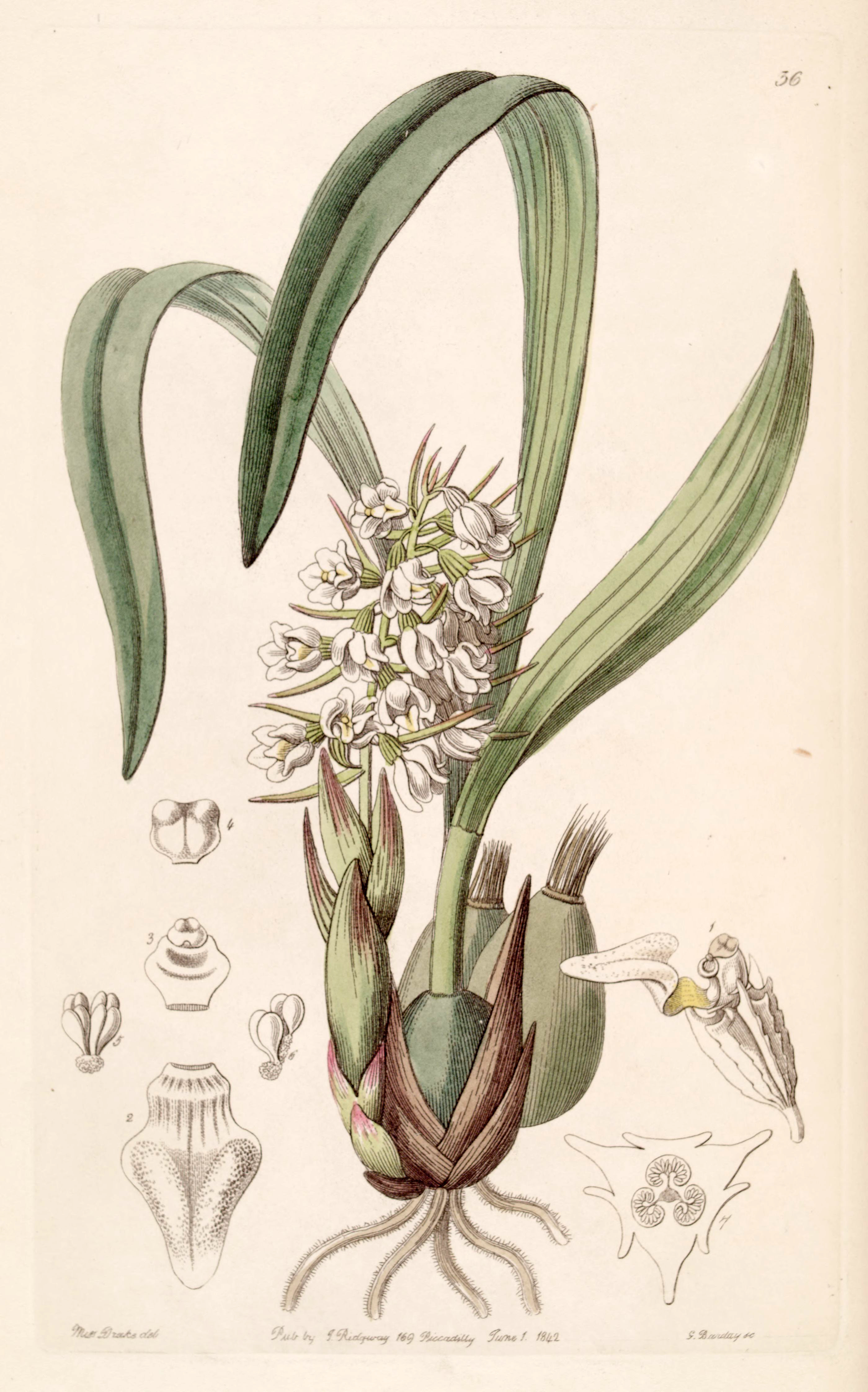
Ilustración

## Descripción
Es una orquídea con hábitos epífitas o litofita;  con clústeres, ovoides a elipsoides, de color verde olivo que llevan hasta 5 hojas apicales,  coriáceas, lineales elípticas, acuminadas. Florece en una inflorescencia laxa, basal, de 10 a 26 cm de largo, en forma de racimo bracteado derivado de un pseudobulbo maduro y llevando flores muy fragantes que no se abren bien.

## Distribución y hábitat
Se encuentra en México en el Estado de Veracruz a una altitud de 1372m a 1400 metros, cerca de Huasteca en los bosques de pino-encino, y selvas montañosas de América Central, Cuba y Jamaica, donde florece al final del invierno y la primavera en los altos de los árboles a lo largo de los arroyos, y convirtiéndose en masas muy densas de plantas.

## Taxonomía
Cochleanthes triptera fue descrito por (Sm.) G.Don ex Steud. y publicado en Nomenclator Botanicus. Editio secunda 1: 394. 1840.
Sinonimia
- Coelia baueriana Lindl.
- Cymbidium tripterum (Sm.) Sw.
- Epidendrum tripterum Sm.[1][3][4]